# اعتصاب غذای نه زندانی در رجایی‌شهر
اعتصاب غذای نُه زندانی سیاسی در زندان رجایی‌شهر و زندان اوین در اوایل آبان ماه ۱۳۹۵ با اعتصاب غذای آرش صادقی و مهدی رجبیان و حسین رجبیان آغاز گردید. آرش صادقی در اعتراض به دستگیری و محکومیت همسرش گلرخ ایرایی و مهدی رجبیان و حسین رجبیان در اعتراض به عدم رسیدگی درمان وارد اعتصاب غذا شدند. پس از ورود آنها، علی شریعتی، مرتضی مرادپور، حسن رستگاری مجد، سعید شیرزاد، محمدرضا نکونام، مهدی کوخیان، هاجر پیری، وحید صیادی نصیری و محمدعلی طاهری در اعتراض به وضعیت خود در زندان دست به اعتصاب غذا زده‌اند.

## پیوند
بی‌بی‌سی فارسی